# Winter Dream
Winter Dream – specjalny single album południowokoreańskiej grupy Astro, wydany 22 lutego 2017 roku przez wytwórnię Fantagio Music. Sprzedał się w nakładzie 23 201 egzemplarzy w Korei Południowej (stan na marzec 2017 r.).
Wydawnictwo zawierało trzy piosenki, w tym główny utwór "Again" (kor. 붙잡았어야 해 Butjab-ass-eoya hae). Było to ostatnie wydawnictwo, które zakończyło projekt czterech pór roku. Zespół nie promował płyty w programach muzycznych, ponieważ był to specjalny album poświęcony fanom.

## Lista utworów
| CD | CD                                                     | CD                                   | CD                   | CD              | CD      |
| Nr | Tytuł utworu                                           | Tekst                                | Kompozycja           | Aranżacja       | Długość |
| -- | ------------------------------------------------------ | ------------------------------------ | -------------------- | --------------- | ------- |
| 1. | „Butjab-ass-eoya hae” (kor. 붙잡았어야 해, ang. Again) | OBROS, Kim Jwa-young, Jin Jin, Rocky | OBROS, Kim Jwa-young | OBROS           | 3:16    |
| 2. | „Cotton Candy”                                         | Lee Ki-yong Bae, Jin Jin, Rocky      | Lee Ki-yong Bae      | Lee Ki-yong Bae | 3:14    |
| 3. | „You & Me” (Thanks AROHA)                              | Astro                                | Lee Ki-yong Bae      | Lee Ki-yong Bae | 3:25    |

## Notowania
| Lista                    | Pozycja |
| ------------------------ | ------- |
| Gaon Weekly Album Chart  | 2       |
| Gaon Monthly Album Chart | 11      |
| Five Music (Tajwan)      | 5       |